# 希靈登區
希靈登區（英語：London Borough of Hillingdon，讀音：/ˈlʌndən bʌɹə ɒv ˈhɪlɪŋdən/ⓘ）是英國英格蘭大倫敦的自治市，人口250,200，面積115.70平方公里。倫敦希斯路機場的所在地。

## 外部連結
- （英文） 希靈登區政府網 （页面存档备份，存于）

51°30′N 0°27′W / 51.500°N 0.450°W